# Corbarieu
Corbarieu település Franciaországban, Tarn-et-Garonne megyében. Lakosainak száma 1707 fő (2022. január 1.). Corbarieu Labastide-Saint-Pierre, Montauban, Orgueil, Reyniès és Saint-Nauphary községekkel határos.

## Népesség
A település népességének változása:
| Lakosok száma | 1657 | 1663 | 1707 | 1654 | 1651 | 1647 | 1697 | 1702 | 1707 |
|               | 2013 | 2015 | 2016 | 2017 | 2018 | 2019 | 2020 | 2021 | 2022 |